# Robotan
Robotan (ロボタン?) è un manga ed anime giapponese creato da Kenji Morita.
La prima versione animata in bianco e nero è datata 1966-67 e consta di 104 puntate con 2 storie raccontate in ognuna. Un remake di 66 episodi è stato realizzato nel 1986, a colori. Questa volta Robotan è direttamente inventato e costruito da Kan-chan.
Entrambe le serie sono inedite in Italia, ma la loro importanza è data dal fatto d'esser una delle primissime produzioni animate giapponesi.

## Trama
La storia ruota attorno ad un robot di nome Robotan che vive felicemente in casa d'una famiglia giapponese, impiegato come aiuto domestico ma adibito anche a far da babysitter ai bambini, di cui è molto amico ed affezionato.
Esattamente come Doraemon non sempre le sue buone intenzioni riescono al meglio, anzi; con conseguenze il più delle volte comiche o tutt'al più esilaranti.

## Personaggi
- Robotan: di colore verde e forma squadrata cilindrica.
- Kan-chan: figlio della famiglia che ospita Robotan. Ha anche una piccola cotta nei confronti della sua insegnante Umi... ma anche un altro suo "prof" è innamorato di Umi: cosa questa che fa molto arrabbiare Robotan, il quale parteggia chiaramente per il suo piccolo padrone. Gli piacciono molto le banane, che gl'infondono forza e vigore
- Bocchi: rivale di Kan-chan, è un bambino che ha in antipatia Robotan... o forse ne è solo geloso ed invidioso. Fa diversi piani con l'unico scopo di distruggerlo, e vuol far di lui uno schiavo, ma Robotan riesce sempre in un modo o nell'altro a sventarli.
- Piiko
- Ume-sensei
- Maririn